# Sokolivka, Krîjopil
Sokolivka (în ucraineană Соколівка) este localitatea de reședință a comunei Sokolivka din raionul Krîjopil, regiunea Vinnița, Ucraina.

## Demografie
Componența lingvistică a localității Sokolivka
     Ucraineană (97,94%)
     Rusă (1,31%)
     Alte limbi (0,7%)
Conform recensământului din 2001, majoritatea populației localității Sokolivka era vorbitoare de ucraineană (97,94%), existând în minoritate și vorbitori de rusă (1,31%).